# جردن لاد
جردن لاد (انگلیسی: Jordan Ladd؛ زادهٔ ۱۴ ژانویهٔ ۱۹۷۵) یک بازیگر سینما، و هنرپیشه اهل ایالات متحده آمریکا است. وی از سال ۱۹۹۰ میلادی تاکنون مشغول فعالیت بوده‌است.
از فیلم‌ها یا برنامه‌های تلویزیونی که وی در آن نقش داشته است می‌توان به ضد مرگ، هرگز بوسیده نشده، استثنایی‌ها و انتظار... اشاره کرد.